# Говард, Джон, 1-й герцог Норфолк
Джон Говард (англ. John Howard; 1421/1428 — 22 августа 1485) — 1-й барон Говард с 1470, 12-й барон Моубрей и 13-й барон Сегрейв примерно с 1481, 1-й герцог Норфолк и граф-маршал Англии с 1483, лорд-адмирал Англии с 1483, рыцарь ордена Подвязки с 1472, сын сэра Роберта Говарда из Стоук-Нейланда (около 1384/1385 — 1436) и Маргарет Моубрей (около 1388 — после 1437).
Английский военачальник во время войны Алой и Белой розы на стороне Йорков. После смерти в 1483 году короля Эдуарда IV Джон принял деятельное участие в возведении на престол Ричарда III, за что получил титул герцога Норфолка. Погиб в битве при Босворте, его владения и титулы были конфискованы королём Генрихом VII Тюдором.

## Биография
Джон происходил из аристократического рода Говардов, известного с X века. И со стороны отца, и со стороны матери он был потомком английских королей. Мать Джона, Маргарет Моубрей, была дочерью Томаса Моубрея, 1-го герцога Норфолка. Рано лишившись отца, сэра Роберта, Джон Говард рос в доме своего двоюродного брата по матери — Джона Моубрея, 3-го герцога Норфолка.
Впервые в источниках Джон упоминается в 1452 году, когда отправился в экспедицию в Аквитанию. 17 июля 1453 года он участвовал в битве при Кастийоне. В том же году он стал служить под командованием герцога Норфолка.
Во время войны Алой и Белой розы Говард выступал на стороне Йорков. После того как в 1461 году Эдуард IV стал королём Англии, он посвятил Джона в рыцари, а также назначил его констеблем Колчестерского замка и шерифом Норфолка и Саффолка. В том же году Джон принимал участие в ссоре герцога Норфолка с Джоном Пэстоном, которая произошла в августе в Норидже, использовав своё влияние на короля, чтобы склонить его на сторону герцога.
В 1462 году Джон Говард был назначен констеблем Нориджского замка, а также получил ряд поместий, конфискованных у графа Уилтшира. В 1464 году Джон вместе с герцогом Норфолком и графом Уориком участвовал в подавлении восстания против короля в Уэльсе. 23 июля он участвовал в осаде замка Бамборо, который был последней крепостью Ланкастеров.
В 1466 году Джон Говард стал вице-адмиралом. В 1466—1467 годах он был посланником короля во Франции и в Бургундии. А в июне 1468 года был сопровождающим принцессу Маргариту Йоркскую, сестру Эдуарда IV, во Фландрию, где она вышла замуж за герцога Бургундского.
Несмотря на то что Джон Говард был йоркистом, во время реставрации Генриха VI Ланкастера 15 октября 1470 года он был вызван в парламент как барон Говард. Но Джон после высадки Эдуарда IV в Саффолке в марте 1471 года присоединился к Йоркам. В составе армии Эдуарда IV Джон принимал участие в битвах при Барнете и Тьюксбери.
В 1472 году Джон Говард был назначен помощником губернатора Кале и стал рыцарем ордена Подвязки. В 1475 году принимал участие во французской экспедиции Эдуарда IV. Во время экспедиции Джон Говард был одним из пользующихся наибольшим доверием членов королевского совета. Далее он участвовал в заключении перемирия между Францией и Англией, после чего некоторое время оставался заложником у короля Франции Людовика XI для обеспечения условий договора. После возвращения в Англию за свои заслуги Джон Говард получил несколько поместий в Саффолке и Кембридже, ранее принадлежавшим графам Оксфорд, а также вновь стал констеблем Нориджского замка, а также был назначен казначеем королевского двора. В 1477—1479 годах он несколько раз отправлялся во Францию для дипломатических поручений, связанных с продлением перемирия.
В 1479 году Джон Говард командовал флотом, посланным в экспедицию в Шотландию. А в мае 1480 года он снова участвовал в дипломатической миссии во Францию.
После смерти в 1483 году Эдуарда IV Джон Говард принял деятельное участие в возведении на престол Ричарда III. В результате новый король 13 мая назначил Джона Говарда главным стюартом герцогства Ланкастер и членом тайного совета, а 28 июня для него был воссоздан титул герцога Норфолка, принадлежавший раньше Моубреям, родственникам Говарда по матери, а также был назначен графом-маршалом, а позже — и лордом-адмиралом Англии, Ирландии и Аквитании.
В сентябре 1484 года Джон Говард был назначен главным уполномоченным для переговоров с королём Шотландии в Ноттингеме.
После вторжения в Англию Генри Ричмонда Джон Говард сохранил верность Ричарду III, хотя получил предупреждение о том, что короля предали. 22 августа он командовал авангардом йоркистской армии в битве при Босворте, во время которой и погиб. Его тело было сначала захоронено в Лестере, но позже оно было перезахоронено в монастырской церкви Тетфорда (графство Норфолк).
Вышедший победителем в битве Генри Ричмонд, ставший королём Англии под именем Генрих VII, объявил всех, кто сражался против него изменниками. В результате решением парламента 7 ноября 1485 года титулы и владения Джона были конфискованы. Позже его сыну и наследнику, Томасу Говарду, который попал в плен во время битвы и провёл несколько лет в заключении в Тауэре, часть владений и титулов отца были возвращены.

## Брак и дети
1-я жена: с ок. 1442/1443 Кэтрин де Молейнс (ок. 1429 — 3 ноября 1465), дочь сэра Уильяма де Молейнса и Анны Валесборо. Дети:
- Томас Говард (1443 — 21 мая 1524), 2-й барон Говард, 1-й граф Суррей в 1483—1514, граф-маршал с 1509, 2-й герцог Норфолк с 1514
- Энн Говард; муж: сэр Эдмунд Джордж из Рексхолла
- Изабель Говард; муж: сэр Роберт Мортимер
- Джоан Говард (ум. 1508); муж: с 1481 сэр Джон Тимперлей из Хинтлшема (ок. 1446/1451 — 1510)
- Маргарет Говард; муж: сэр Джон Уиндхем из Кроунторпа (ум. 1503)
- Николас Говард

2-я жена: ранее 22 января 1467 Маргарет Чендуорт (ум. 1494), дочь сэра сэра Джона Чендуорта, вдова Николаса Уайфорда и Джона Норрейса из Брея. Дети:
- Кэтрин Говард (ум. 12 марта 1536); муж: Джон Буршье (ок. 1466/1467 — 19 марта 1533), 2-й лорд Бернерс